# Mahinda sulawesiensis
Mahinda sulawesiensis  (лат.) — вид ос-блестянок рода Mahinda из подсемейства Amiseginae.

## Распространение
Юго-Восточная Азия: Индонезия (Сулавеси, Utara, 1000 м).

## Описание
Мелкие осы-блестянки с бескрылыми самками. Длина 5 мм. Основная окраска тела красная (грудка) и буровато-чёрная (голова и брюшко). Отличается красной грудкой, гладкими тергитами брюшка с редкими пунктурами и более широким расстоянием между сложным и задним простым глазком. Длина переднеспинки равна более чем 0,7 от её ширины.
Голова без затылочного киля, щёчные бороздки развиты. Пронотум выпуклый, равен по длине скутуму (метанотум почти равен длине скутеллюма). Проподеум угловатый, зубчатый. Мезоплеврон пунктированный, без бороздок (у самцов омаулюс отсутствует). Самки бескрылые (самцы предположительно крылатые, но у данного вида пока не обнаружены). Коготки лапок зубчатые. Предположительно как и другие близкие виды паразитоиды. Таксон был впервые описан в 2016 году американскими гименоптерологом Линн Кимсей (Lynn S. Kimsey; Калифорнийский университет в Дэвисе, Дейвис, США), японским энтомологом Т. Мира (Toshiharu Mita, Tokyo University of Agriculture, Atsugi, Япония) и вьетнамским биологом Т. Хонг Фамом (Thai Hong Pham, Vietnam Academy of Science and Technology (VAST), Ханой, Вьетнам). Видовое название M. sulawesiensis происходит от места обнаружения типовой серии (остров Сулавеси). Близок к видам Mahinda bo, M. borneensis и M. saltator.